# Tòa giám mục Ban Mê Thuột

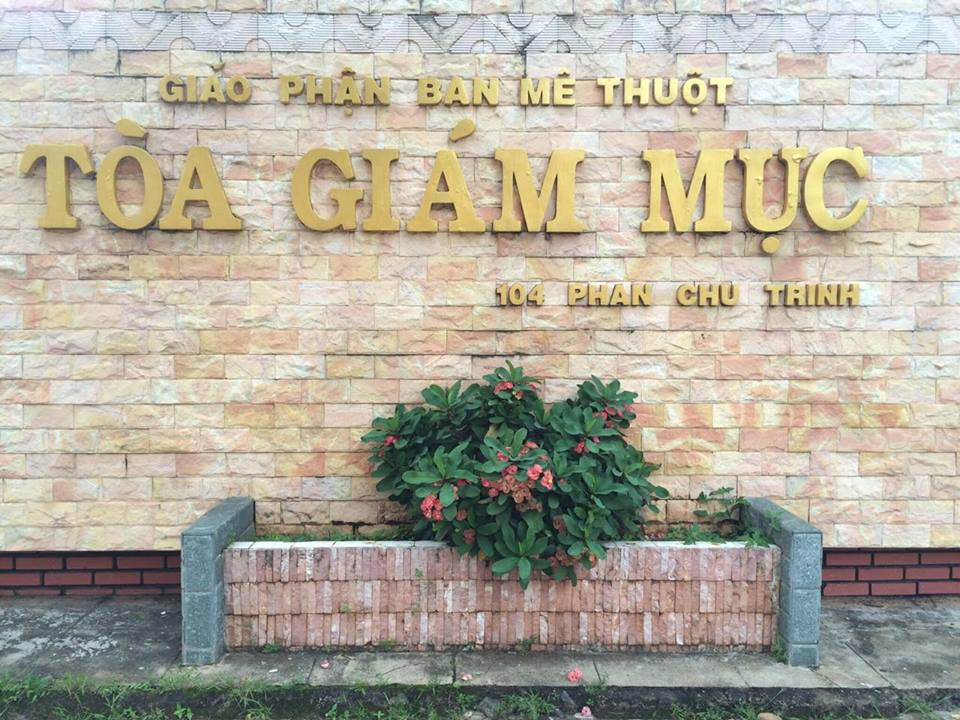
Cổng của tòa giám mục

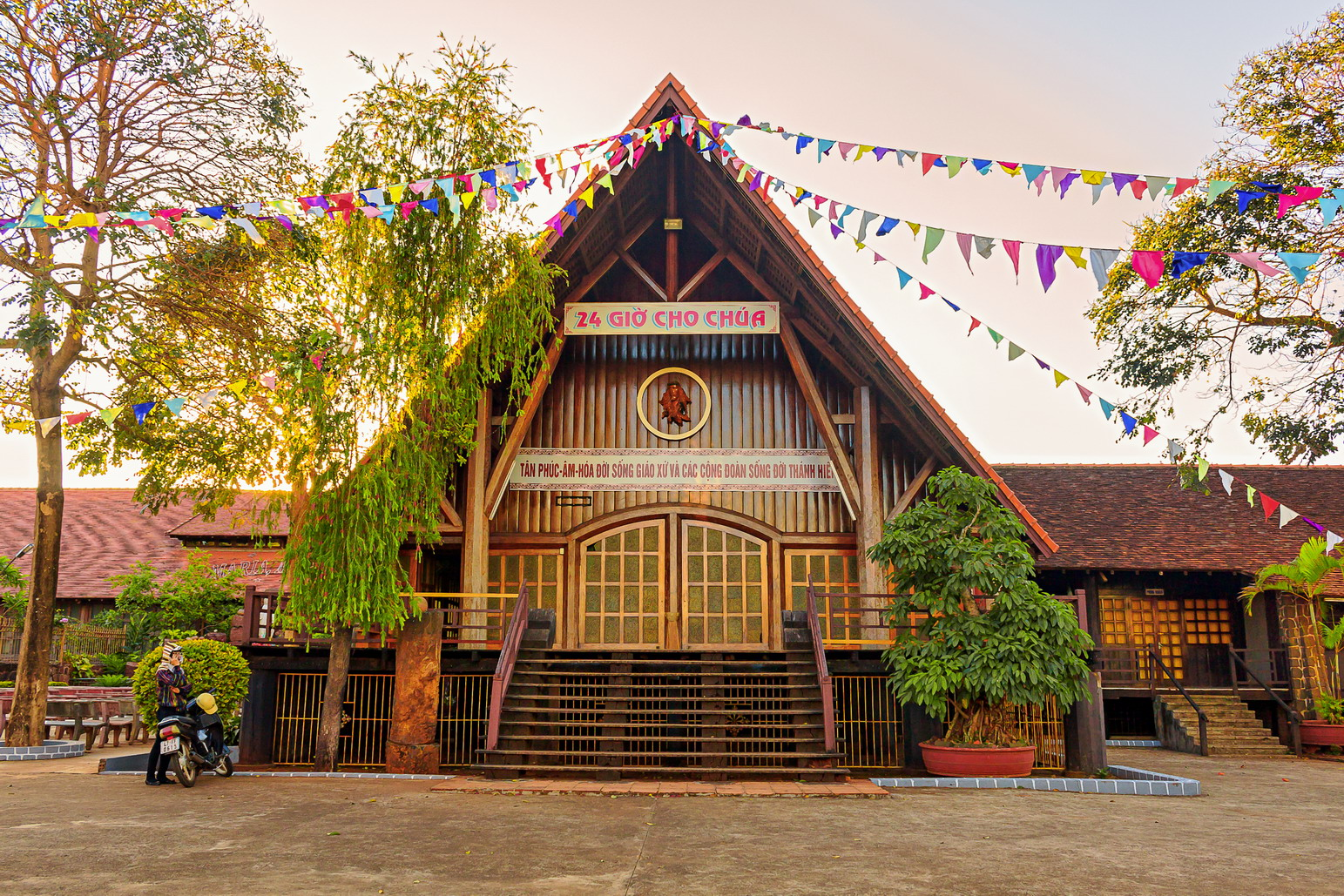
Tòa Giám mục Ban Ma Thuột

Tòa Giám mục Ban Mê Thuột là một công trình kiến trúc cổ có quy mô to lớn, tọa lạc ở 104 Phan Chu Trinh, thành phố Buôn Ma Thuột, tỉnh Đắk Lắk.

## Lịch sử
Cơ sở này là tu viện do các Nữ tu Dòng Biển Đức xây dựng vào năm 1956. Về sau, để thuận lợi cho sự phát triển của Dòng, hai Đức Giám mục Kontum và Sài Gòn đã chấp thuận cho Nữ Đan viện Biển Đức dời về Thủ Đức, Sài Gòn vào năm 1966 để lập cơ sở mới tại đó. Tu viện Nhà Dòng đã được Đức Cha Paul Seitz Kim mua lại để các cha trong hạt Ban Mê Thuột làm nơi hội họp hằng tháng, như một sở quản lý và làm chỗ nghỉ vãng lai và để chuẩn bị thành lập Giáo phận mới. Hơn một nửa cơ sở này dành cho Dòng Mến Thánh giá (Nữ Vương Hòa Bình) di chuyển từ Kontum xuống. Cha Võ Quốc Ngữ được bổ nhiệm làm Quản lý Nhà Chung Ban Mê Thuột. Vào ngày 22.6.1967, với sắc chỉ "Qui Dei Benignitate" thiết lập Giáo phận Ban Mê Thuột của Đức Giáo hoàng Phaolô VI, ngôi nhà này được mang tên mới: "Tòa Giám mục Ban Mê Thuột."
Đây là một công trình kiến trúc cổ được xây dựng hầu hết bằng chất liệu gỗ, lợp ngói vảy cá, có quy mô rất lớn. Tòa nhà có kiến trúc đẹp và mang đậm dấu ấn phong cách nhà dài truyền thống của người Ê Đê bản địa nằm giữa một khuôn viên rộng với nhiều giống cây cỏ hoa lá lạ và được thiết kế và xây dựng bởi các nghệ nhân Công giáo Ê đê xưa với bàn tay khéo léo rất rất công phu.
Hiện tại, đây là một trong những điểm tham quan thú vị khi đến với Thành phố Buôn Ma Thuột - Đắk Lắk, nhất là đối với những người theo tín ngưỡng Công giáo.

## Kiến trúc
Nhà nguyện được thiết kế theo nét kiến trúc dân tộc Tây Nguyên bởi nữ kiến trúc sư Boni Pacxo người Áo. Được xây dựng hoàn toàn bằng gỗ, mái lợp ngói vẩy. Phần chính của công trình là nhà nguyện được lấy theo mặt bằng nhà dài của người Êđê, các khu vực khác như nhà khách, quản lý, nhà ở và sinh hoạt được đấu nối về 2 bên của nhà nguyện.
Mặt bằng nhà nguyện được sắp xếp với cầu thang chính, sảnh chính hướng từ đầu hồi của công trình tiếp giáp với lối vào chính.Bên trong nhà nguyện được chia làm 2 phần, phía trước là khu vực xem lễ của giáo dân, phía sau là khu vực xem lễ dành cho nữ tu (gọi là ca triều trong các dòng kín). Ngăn cách giữa 2 khu vực là bàn thờ. Thánh giá của nhà nguyện vì vậy được treo lên để có thể nhìn được từ 2 hướng ngược nhau.
Do được thiết kế theo hình thức nhà dài nên việc xử lý thông thoáng, chiếu sáng cho bên trong công trình sẽ bị hạn chế. Vì thế, giải pháp lấy sáng được đưa ra là toàn bộ diện tích tường nhà làm cửa lấy ánh sáng với khung gỗ, kính mờ bố trí từ sàn nhà tới đuôi mái. Phần mái cao được xử lý chiếu sáng, thông thoáng bởi các cửa mái ngang bằng cách thay đổi độ dốc mái. Thay vì tạo các cửa mái hình tam giác thì việc mở các cửa mái ngang như vậy ánh sáng sẽ phân bổ đồng đều hơn, đồng thời hình thức mái của nhà dài sẽ không bị phá vỡ.
Tòa Giám mục còn có một tháp chuông được thiết kế theo hình tượng mái nhà rông Tây Nguyên.

## Hoạt động
Tòa Giám mục Ban Mê Thuột là ngôi nhà chung của Giáo phận, nơi diễn ra các hoạt động Công giáo của Giáo phận. Hằng ngày, nhà nguyện có một thánh lễ được cử hành. Vào các ngày đại lễ như Phục Sinh, Giáng Sinh, thánh lễ sẽ được cử hành nhiều hơn.
Đặc biệt vào đêm Giáng Sinh, Tòa Giám mục Ban Mê Thuột lung linh với ánh đèn màu rực rỡ. Hệ thống hang đá, cây thông, đèn ông sao phát quang tạo nên một không gian độc đáo khác thường. Trong khuôn viên nhà thờ, những người Công giáo chuẩn bị tham dự thánh lễ tại thánh đường. Lễ Vọng giáng sinh sẽ được cử hành vào đêm 24/12. Thánh lễ được diễn ra hết sức long trọng và tôn nghiêm trong bầu khí ấm áp của ngôi Nhà nguyện, cùng với đó là những bài thánh ca được vang lên và mọi người cùng nhau nguyện cầu cho một cuộc sống hòa bình, hạnh phúc và bình an bên nhau.

## Hình ảnh

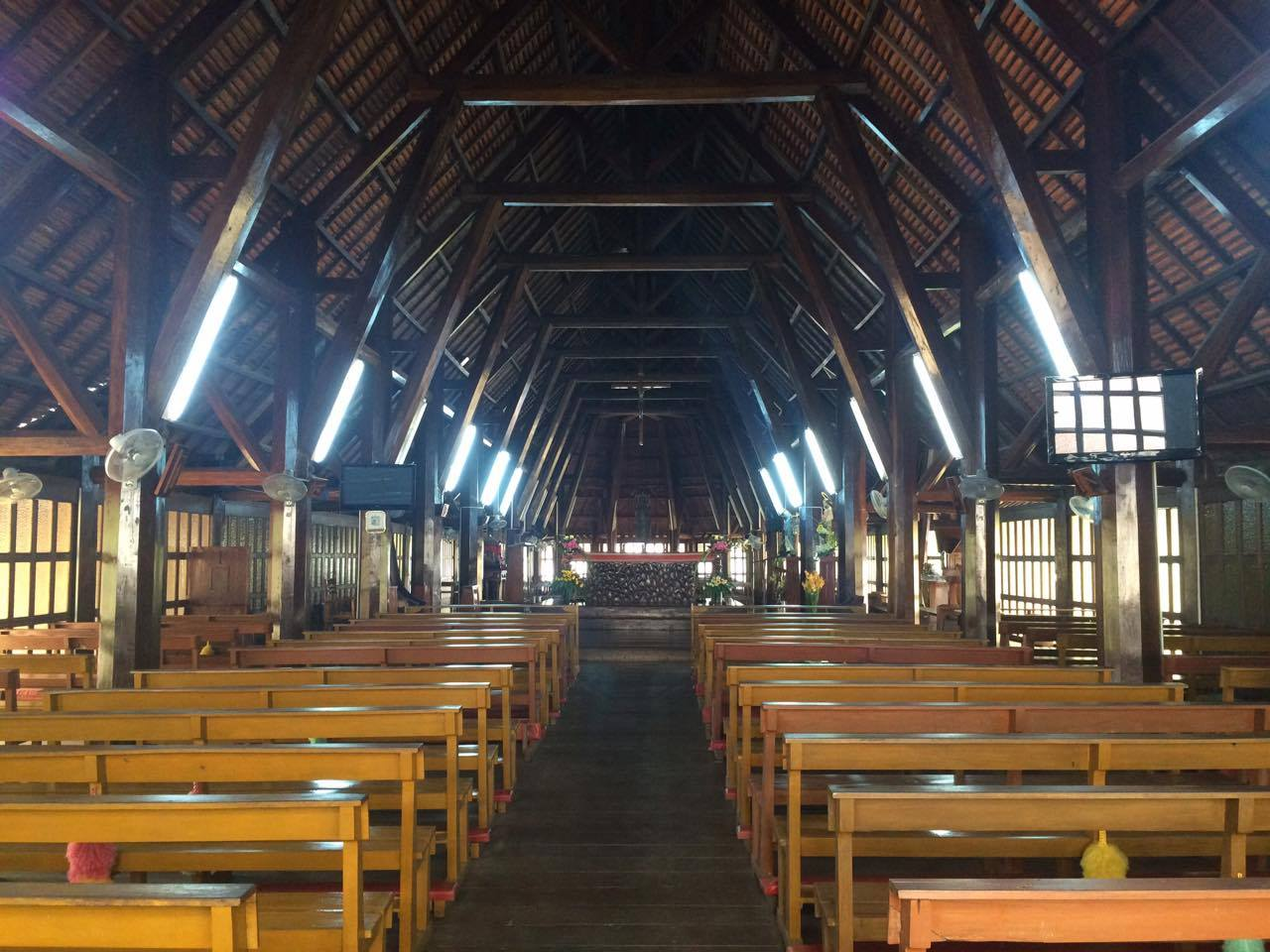
Bên trong Tòa Giám mục
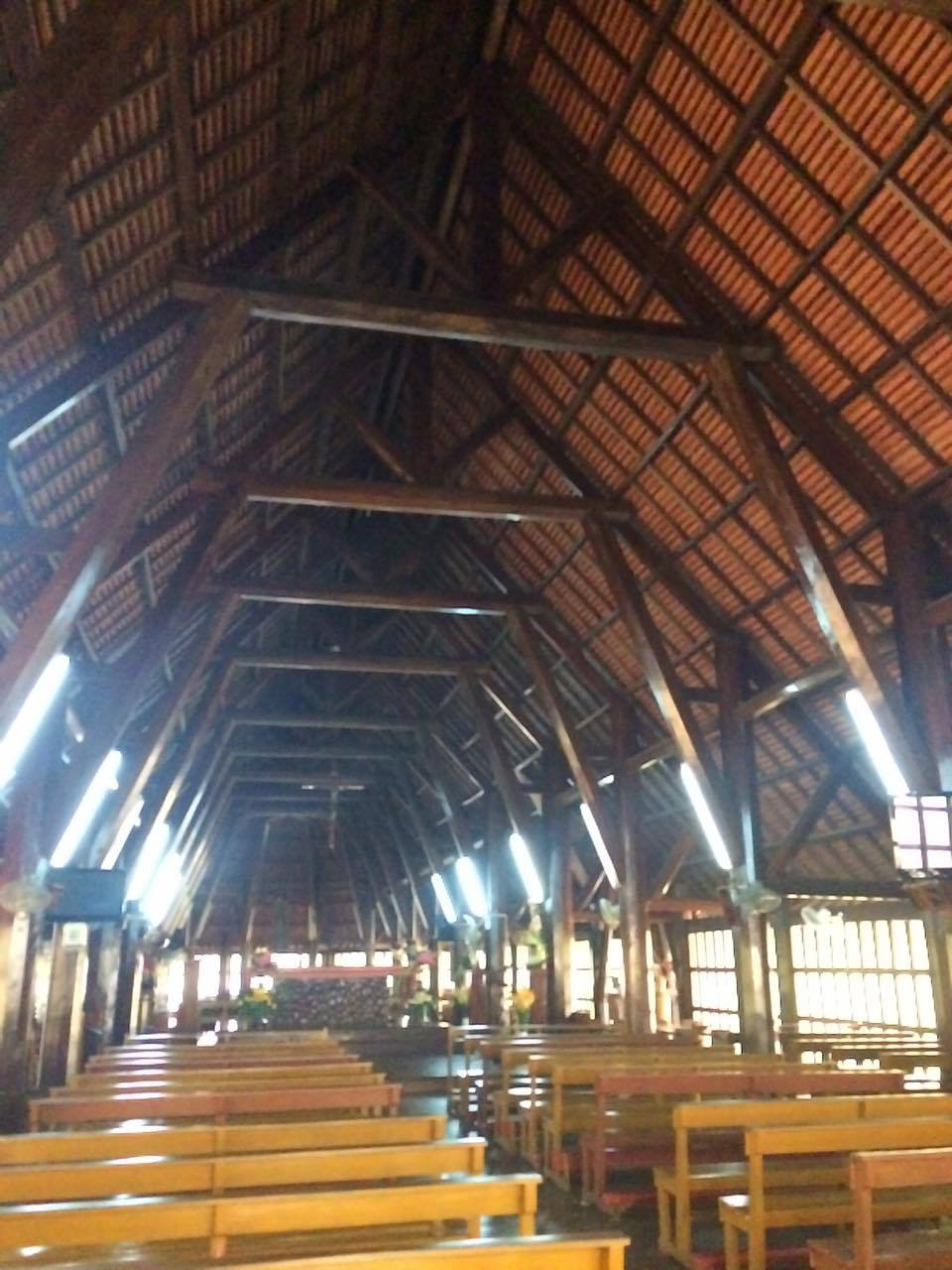
Bên trong Tòa Giám mục
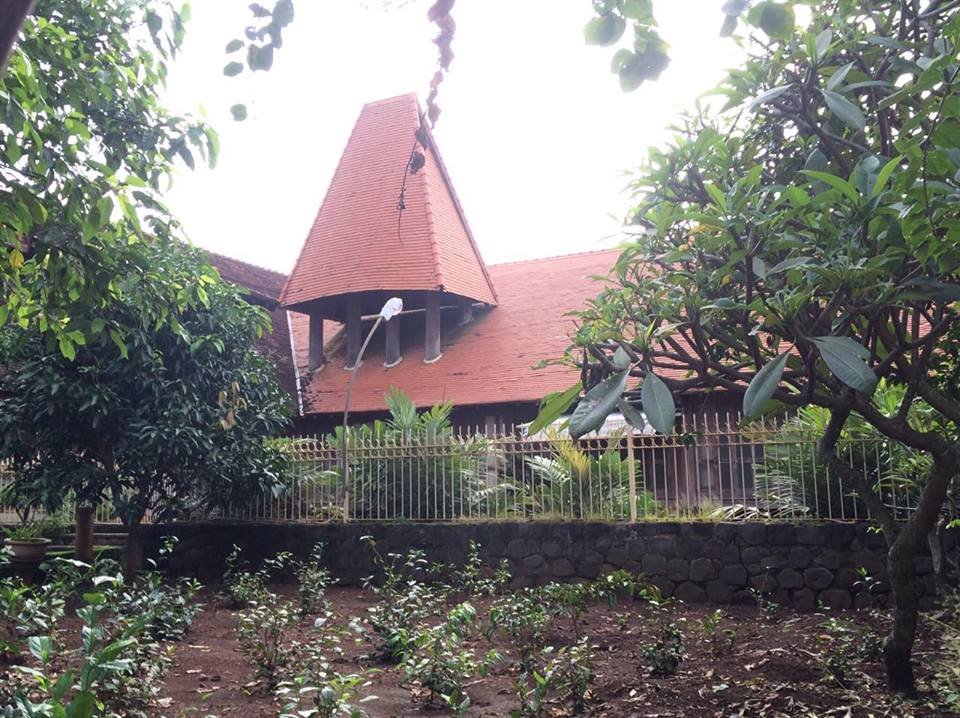
Hình ảnh Tháp chuông
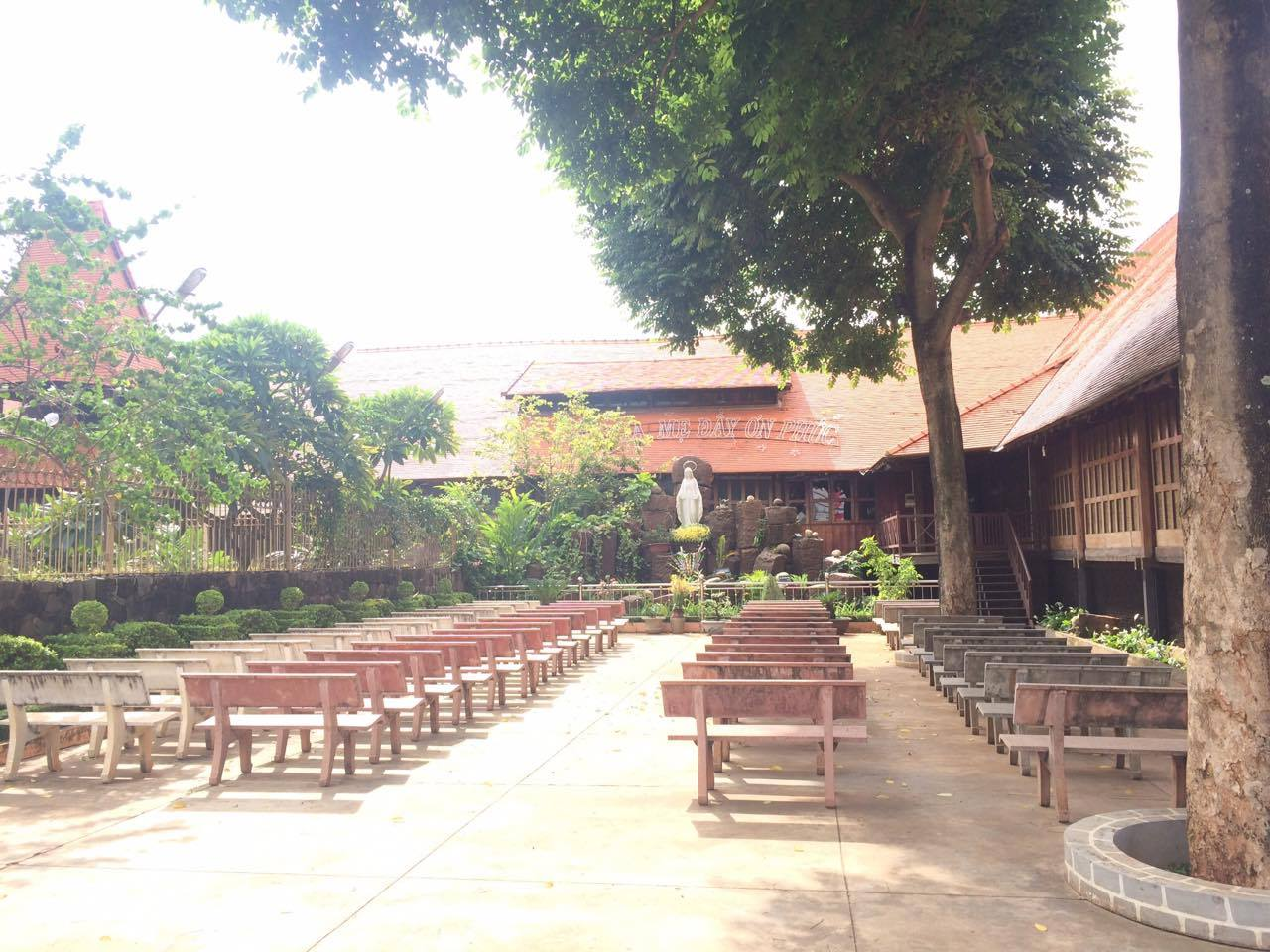
Nơi cầu nguyện
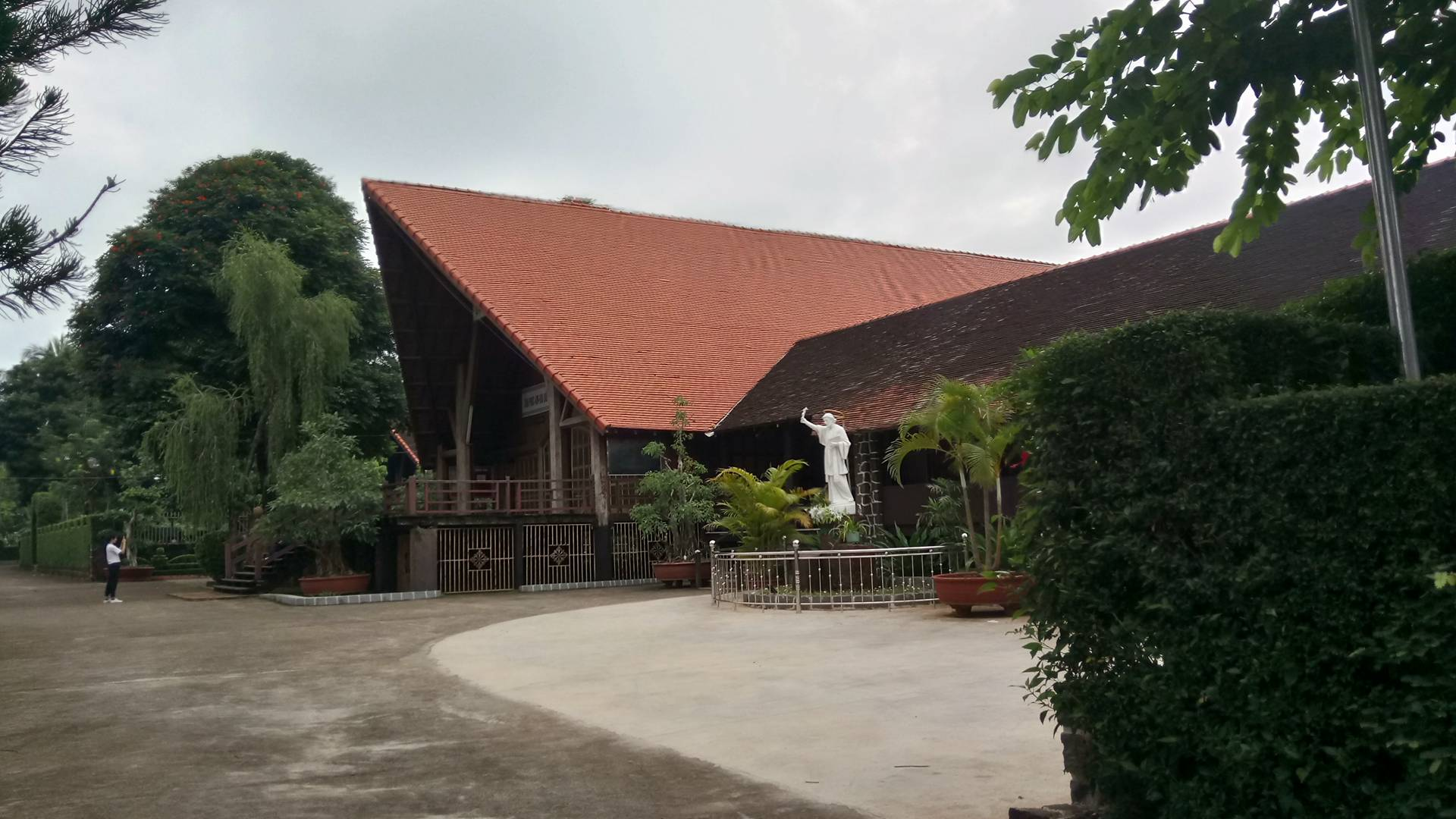
Một góc của Tòa Giám mục
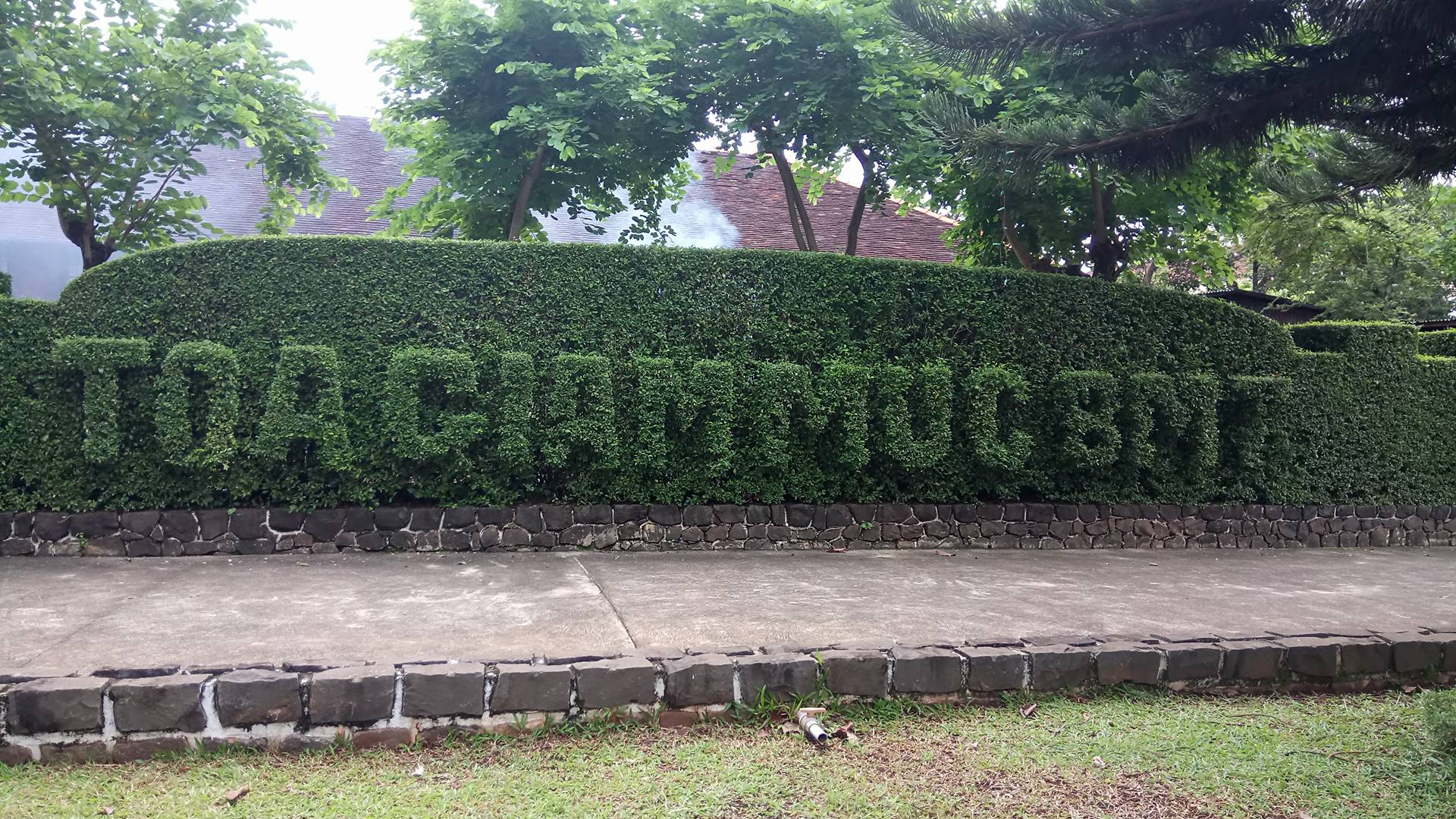
Hàng rào
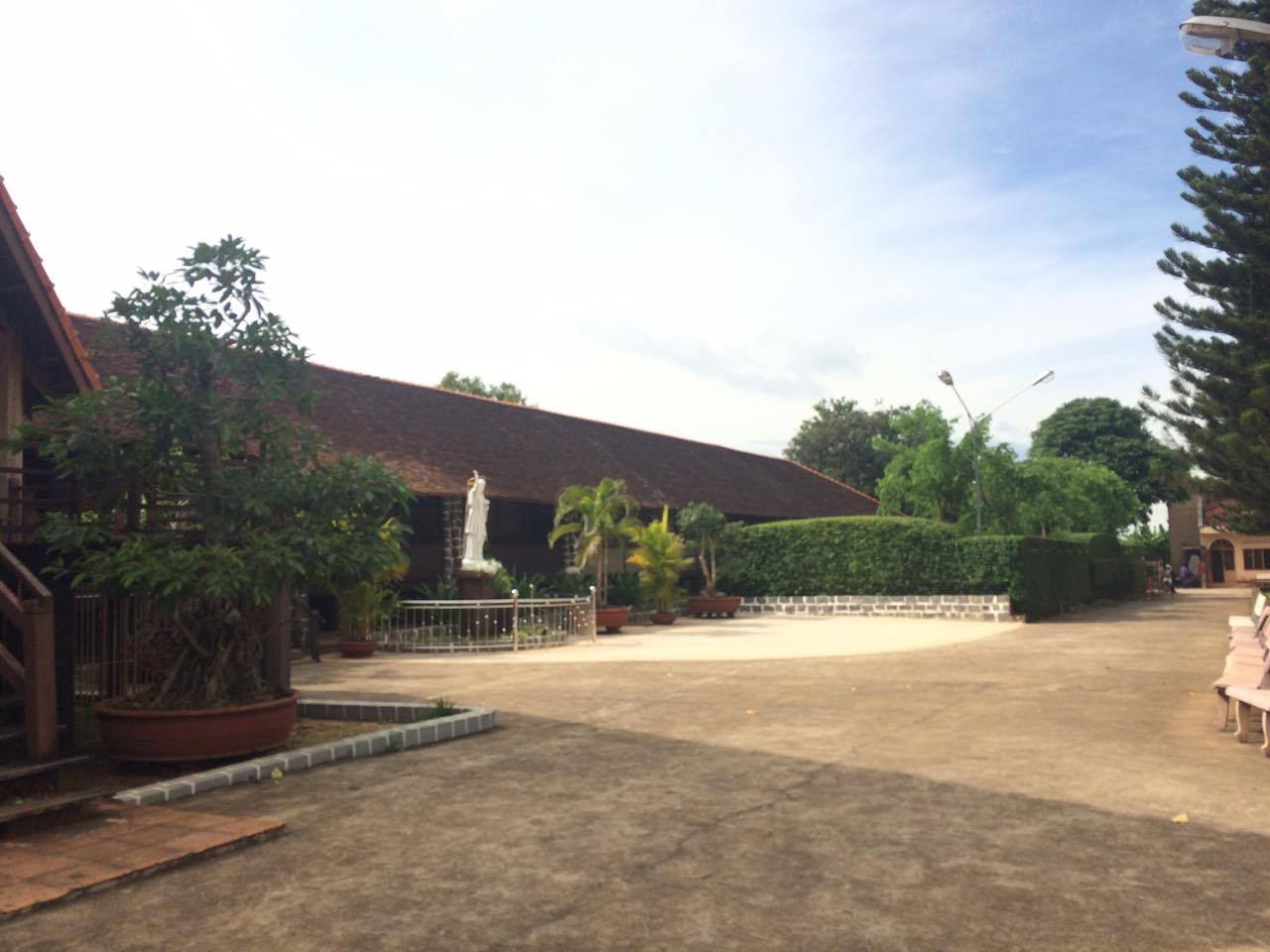
Một góc của tòa giám mục